# Günter Besenfelder
Günter Besenfelder (* 19. September 1939 in Sigmaringen; † 13. Dezember 2021 in Furtwangen) war ein deutscher  Lehrer und Gewerkschafter.

## Leben
Günter Besenfelder wurde 1939 als Nachkomme der aus Besenfeld stammenden Familie „Besenfelder“ in Sigmaringen geboren. Nach dem Abitur und einer Mechanikerlehre studierte er Feinwerktechnik und schlug über den Diplom-Ingenieur den Weg zur Pädagogik ein. Besenfelder wurde zunächst Professor an der Uhrmacherschule Furtwangen und 1982 Direktor der Berufs- und Gewerbeschule Donaueschingen.
1967 trat Besenfelder dem Berufsverband seiner Berufsvertretung bei, der mit 35 000 Mitgliedern einer der größten Lehrerorganisationen in der Bundesrepublik ist. Bald schon vertrat er die Region, dann den Landesbezirk Südbaden. 1990 wurde er erst zum Stellvertretenden Bundesvorsitzenden und 1997 zum Bundesvorsitzenden gewählt. Später wurde er zum Ehrenvorsitzenden ernannt. Besenfelder hatte auf nationaler und internationaler Ebene großen Einfluss auf die Entwicklung des Berufsschulwesens. Er war Vorsitzender der Lehrergewerkschaft und des Bundesverbands der Lehrerinnen und Lehrer an beruflichen Schulen (BLBS). Für seine Verdienste verlieh ihm Bundespräsident Johannes Rau 2003 das Bundesverdienstkreuz.

## Werke
- Georg Rothe, Die Gewerbeschule des Großherzogtums Baden als frühes Modell einer Teilzeitschule im dual-alternierenden System: Einfluss der Polytechnischen Schule Karlsruhe auf die Entwicklung der badischen Gewerbeschule; Anstöße zur Beseitigung aktueller Defizite in der deutschen Berufsausbildung in Anlehnung an Empfehlungen der Europäischen Kommission, ISBN 9783866446472.
- Die Berufsbildende Schule; Berufliche Bildung und Europa. Zeitschrift des Bundesverbandes der Lehrerinnen und Lehrer an beruflichen Schulen.

| Personendaten    | Personendaten                       |
| ---------------- | ----------------------------------- |
| NAME             | Besenfelder, Günter                 |
| KURZBESCHREIBUNG | deutscher Gewerkschafter und Lehrer |
| GEBURTSDATUM     | 19. September 1939                  |
| GEBURTSORT       | Sigmaringen                         |
| STERBEDATUM      | 13. Dezember 2021                   |
| STERBEORT        | Furtwangen                          |